# Jean Adler
Pour les articles homonymes, voir Adler.
Jean Adler, né à Paris le 30 septembre 1899 et mort à Auschwitz le 12 avril 1942, est un peintre et sculpteur français.

## Biographie
Issu d'une famille alsacienne, neveu du peintre Jules Adler, Jean Adler passe son enfance à Paris. Durant la Première Guerre mondiale, il réside à Cusset puis, en 1919, entre à l'École nationale supérieure des beaux-arts à Paris. Il a alors pour enseignants Ernest Laurent, Louis-François Biloul et son oncle Jules Adler. Il est également inscrit à l'atelier de Fernand Cormon. 
Élève de Paul Baudoüin, secrétaire de la Corporation de la fresque, il est diplômé d'honneur de l'École nationale supérieure des arts décoratifs et obtient une mention honorable au Salon des artistes français. 
Il a exposé au Salon des artistes français, au Salon des indépendants, au Salon d'automne et au Salon des Tuileries. 
On lui doit des nus, des paysages et des natures mortes. En mai 1928, il expose à Paris des paysages de la Goumoisière et de Lanzac et des portraits de jeunes filles. 
En 1923, il reçoit une bourse du Maroc, puis revient l'année suivante à Paris où il fait sa première exposition personnelle en 1928. Professeur de dessin dans une école de Villejuif, il est arrêté le 12 décembre 1941 avec son frère par la Gestapo. Interné à Compiègne puis à Drancy, il est déporté à Auschwitz avec le convoi no 1 le 27 mars 1942.

## Pour approfondir